# Xestia atra
Xestia atra là một loài bướm đêm trong họ Noctuidae.